# Ditscheid

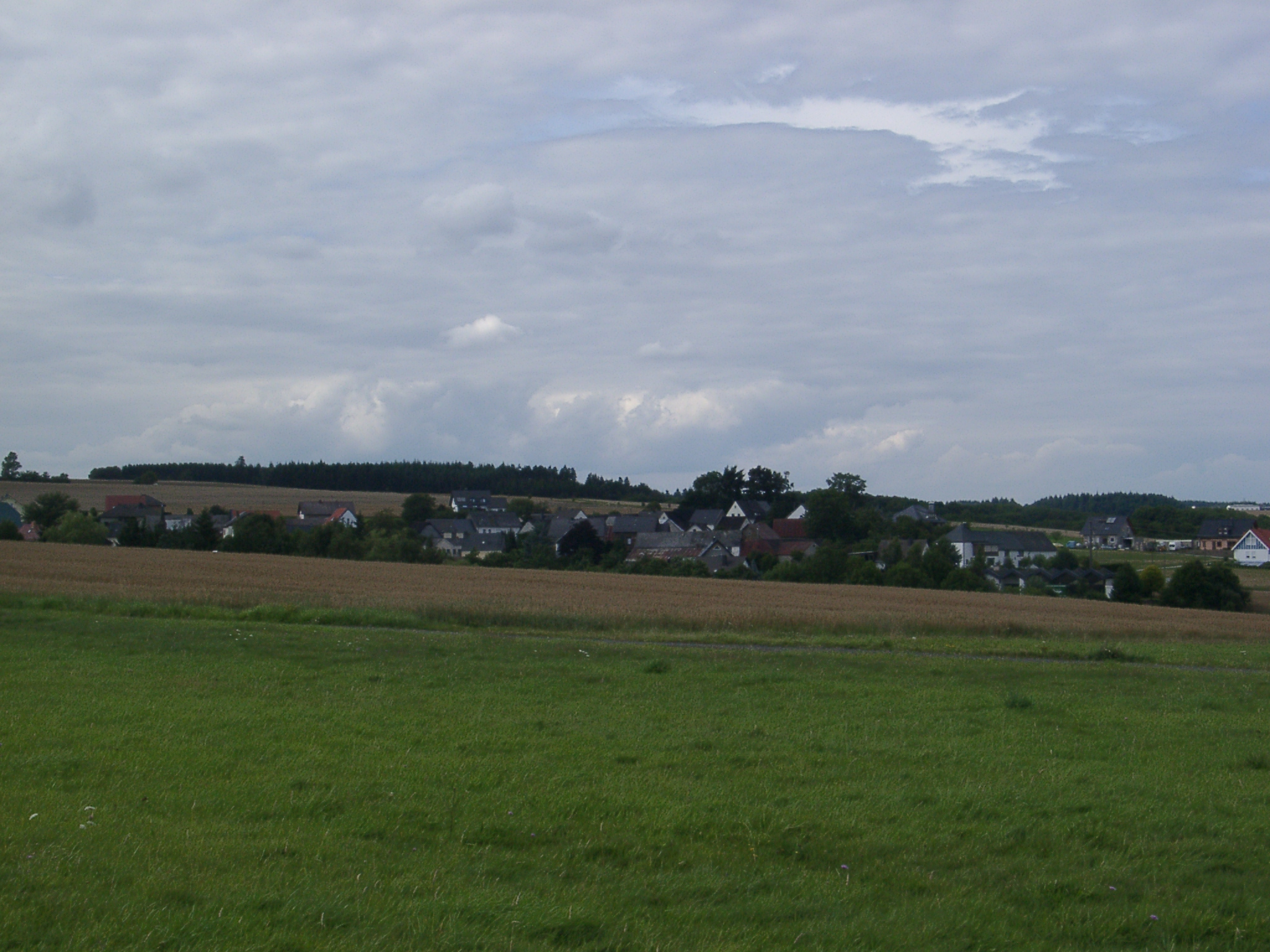
Ortsansicht Ditscheid

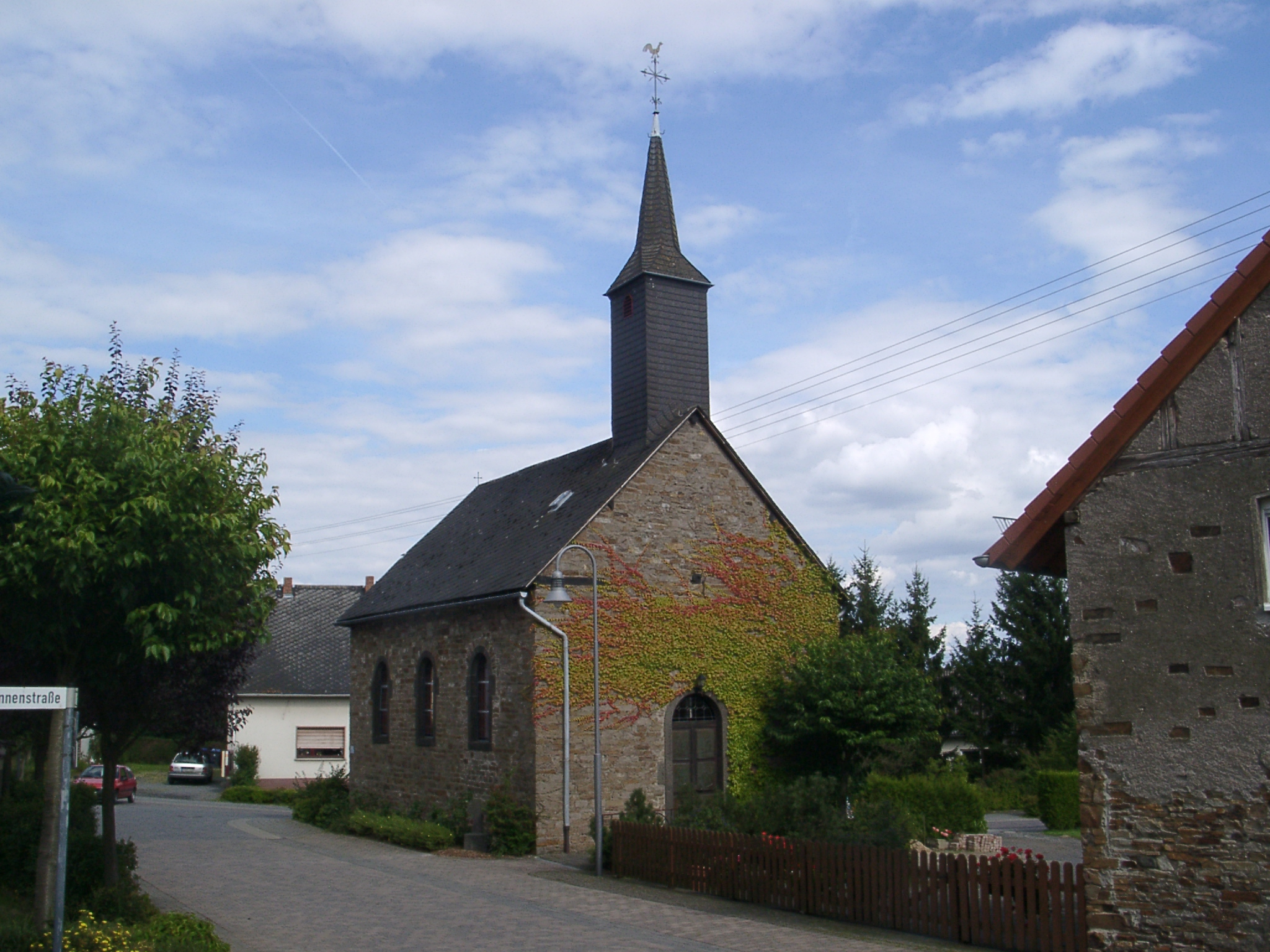
Kapelle St. Apollonia

Ditscheid ist eine Ortsgemeinde im Landkreis Mayen-Koblenz in Rheinland-Pfalz. Sie gehört der Verbandsgemeinde Vordereifel an, die ihren Verwaltungssitz in Mayen hat.

## Geographie
Die Gemeinde liegt 17 km südwestlich von Mayen an der Elz. Rechtsseitig mündet der Kalenborner Bach in die Elz. Zu Ditscheid gehören die Wohnplätze Ditscheider Mühle und Haus Gebhards.

## Geschichte
Die ersten Erwähnungen eines Ortes namens Dickensceit bzw. Dicheset finden sich im Güterverzeichnis des Stiftes Karden von 1100 bzw. in der Bestätigung dieser Güter durch Papst Urban III. aus dem Jahre 1186. Ob es sich hier um Ditscheid handelt, wie viele Autoren annehmen, ist nicht völlig geklärt. In der Literatur findet sich auch die Deutung als Dickenschied im Hunsrück. Für Ditscheid sprechen jedoch die Nähe zu Karden und die sonstigen in diesen Urkunden erwähnten Ortschaften.
1893 trug der Lehrer Steffens folgendes in die Chronik ein: „Das Dorf Ditscheid liegt südwestlich ca. 13 km von Mayen auf der linken Seite der Elz etwa 1,5 km von der derselben entfernt. Seine Einwohnerzahl betrug bei der letzten Volkszählung im Jahre 1890: 138. Ditscheid hat gegenwärtig 28 Bürger (hier sind wahrscheinlich Häuser oder Familien gemeint). Die Bewohner beschäftigen sich mit Ackerbau und Viehzucht. Nur ein Handwerker befindet sich hierselbst, nämlich ein Schmied. Ditscheid bildet mit Anschau vom Jahre 1837 bis zum Jahre 1888 einen Schulverband.“
Die Kapelle St. Apollonia in der Ortsmitte stammt aus dem Jahr 1850.

## Politik

### Gemeinderat
Der Gemeinderat in Ditscheid besteht aus sechs Ratsmitgliedern, die bei der Kommunalwahl am 9. Juni 2024 in einer Mehrheitswahl gewählt wurden, und dem ehrenamtlichen Ortsbürgermeister als Vorsitzendem.

### Bürgermeister
Frank Rieder wurde 2019 Ortsbürgermeister von Ditscheid. Bei der Direktwahl am 26. Mai 2019 war er mit einem Stimmenanteil von 94,55 % gewählt worden. Bei der Direktwahl am 9. Juni 2024 wurde er als einziger Bewerber mit 93,9 % für weitere fünf Jahre wiedergewählt.
Vorgänger von Frank Rieder war Gerd Knechtges.

### Wappen
| Wappen von Ditscheid | Blasonierung: „Unter blauem Schildhaupt, darin eine silberne Zange, in Gold 7 (4:3) zu 2 Balken aneinander gereihte rote Rauten.“                                                                                                 |
| Wappen von Ditscheid | Wappenbegründung: Die silberne Zange ist das Attribut der Heiligen Apollonia, der Ortspatronin von Ditscheid. Der untere Schildteil des Wappens enthält das Wappen der Grafen von Virneburg, zu deren Herrschaft der Ort gehörte. |